# Kupientyn-Kolonia
Kupientyn-Kolonia [kuˈpjɛntɨn kɔˈlɔɲa] est un village polonais de la gmina de Sabnie dans le powiat de Sokołów et dans la voïvodie de Mazovie, au centre-est de la Pologne.